# Kim Little
Kim Alison Little, MBE (* 29. Juni 1990 in Aberdeen) ist eine schottische Fußballspielerin. Die Stürmerin spielt seit Januar 2017 zum zweiten Mal für den englischen Erstligisten Arsenal Women FC. Für die schottische Fußballnationalmannschaft spielte sie von 2007 bis 2021 international. 2012 und 2021 nahm sie für Großbritannien an den Olympischen Sommerspielen in London teil.

## Karriere
Kim Little begann ihre Karriere bei den Buchan Girls, bevor sie nach Edinburgh zum Hibernian Edinburgh LFC kam. Nach zwei Spielzeiten in der Scottish Women’s Premier League wechselte Little als aktuelle Nationalspielerin ihres Landes zu den Arsenal Ladies nach England. Dort konnte sie mit dem Verein zahlreiche Titel gewinnen, darunter die Englische Meisterschaft in den Jahren 2011 und 2012. In der UEFA Women’s Champions League 2009/10 erreichte sie mit Arsenal das Viertelfinale, wo sie gegen Titelverteidiger FCR 2001 Duisburg ausschieden. Mit neun Toren gehörte sie zu den drei drittbesten Torschützinnen des Wettbewerbs. Ein Jahr später glückte sogar der Sprung ins Halbfinale, wo sie gegen den späteren Sieger Olympique Lyon ausschieden. Auch in der Saison 2011/12 und 2012/13 führte der Weg bis ins Halbfinale, wo sie in den beiden Spielen gegen den späteren Sieger VfL Wolfsburg das einzige Tor für Arsenal erzielte. 2013/14 kam dagegen bereits das Aus im Viertelfinale gegen den Ligakonkurrenten Birmingham City LFC, Little kam aber nur im Sechzehntel- und Achtelfinale zum Einsatz, wo sie fünf Tore erzielte.
Zur Saison 2014 wechselte sie in die nordamerikanische National Women’s Soccer League zum Seattle Reign FC und unterschrieb dort zunächst einen Einjahresvertrag mit einer Option für eine weitere Saison. Sie traf dort auf ihre ehemalige Trainerin Laura Harvey, die bereits ein Jahr zuvor vom Arsenal LFC nach Seattle gewechselt war. Mit dem Seattle Reign FC schloss sie sowohl die Saison 2014 als auch die Saison 2015 auf dem ersten Platz ab, wobei sie 2014 mit 16 Toren beste Torschützin war. In beiden Spielzeiten erreichte sie anschließend in den NWSL Championship Play-offs das Finale, verlor dieses aber mit ihrer Mannschaft jeweils gegen den FC Kansas City. Nach dem Ende der US-Saison wechselte sie auf Leihbasis nach Australien und wurde mit Melbourne City FC australischer Meister, wozu sie als zweitbeste Torschützin neun Tore beisteuerte, u. a. eins beim 4:1-Sieg im Grand Final gegen Sydney FC. Danach kehrte sie in die Vereinigten Staaten zurück, wo ihr in der Saison 2016 aber nur sechs Tore gelangen und ihre Mannschaft als Fünfte der Punktspielrunde die Playoffs verpasste.
Nach dem Saisonende kehrte Little zum Arsenal LFC zurück, wo sie einen Langzeitvertrag erhielt. Verletzungsbedingt kam sie aber erst in der zweiten Hälfte der Saison 2017/18 zum Einsatz. Die Saison endete auf dem dritten Platz, womit die UEFA Women’s Champions League 2018/19 verpasst wurde. 2018/19 konnte Arsenal dann nach sieben Jahren wieder die Meisterschaft gewinnen, wozu Little mit acht Toren in 14 Spielen beitrug. Damit war Arsenal für die UEFA Women’s Champions League 2019/20 qualifiziert. In der aufgrund der COVID-19-Pandemie vorzeitig beendeten Saison 2019/20 kam sie zu zwölf Einsätzen in der Liga und erzielte dabei fünf Tore, es reichte aber auch durch den Abbruch bedingt nur zum dritten Platz. In der UEFA Women’s Champions League 2019/20 wurde sie in den vier Sechzehntel- und Achtelfinalspielen, in denen sie jeweils ein Tor erzielte, vor der Corona-Pause und im Viertelfinale nach der Pause eingesetzt. Das Viertelfinale gegen Paris Saint-Germain wurde dann aber mit 1:2 verloren.

## Nationalmannschaft
Für die schottische Fußballnationalmannschaft debütierte Little im Februar 2007 gegen Japan, als sie für Megan Sneddon eingewechselt wurde. Ihr erstes Tor konnte sie ein Jahr später in einem Spiel gegen Russland im März 2008 erzielen. Im Juli 2012 lief sie erstmals im Testspiel gegen Schweden und dann im Rahmen der Olympischen Sommerspiele 2012 für Großbritannien auf und bildete mit Spielerinnen aus Nordirland, Schottland und England ein Team. Im ersten Spiel des Teams GB am 19. Juli gegen Schweden stand sie in der Startformation und kam auch in vier Spielen bei den Olympischen Spielen zum Einsatz.
Am 13. September 2014 hatte sie beim 9:0 gegen die Färöer in der WM-Qualifikation ihren 100. Einsatz in der schottischen Nationalmannschaft und erzielte dabei in der sechsten Minute das erste Tor.
In der Qualifikation für die EM 2017 erzielte sie fünf Tore und qualifizierte sich mit ihrer Mannschaft erstmals für die Endrunde, bei der die Schottinnen im ersten Spiel auf England treffen werden. Little selbst stand verletzungsbedingt allerdings nicht im schottischen EM-Aufgebot.
In der Qualifikation für die WM 2019 kam sie in sechs Spielen zum Einsatz und trug mit drei Toren dazu bei, dass sich die Schottinnen erstmals für eine WM-Endrunde qualifizieren konnten. Im entscheidenden Spiel um den Gruppensieg gegen die Schweiz am 30. August 2018 hatte sie mit ihrem 50. Länderspieltor ihre Mannschaft in der 5. Minute mit 2:0 in Führung gebracht (Endstand 2:1). Am 15. Mai wurde sie dann auch für den ersten schottischen WM-Kader der Frauen nominiert. Be der WM kam sie in den drei Gruppenspielen zum Einsatz und erzielte im dritten Spiel gegen Argentinien das erste Tor. Ihre Mannschaft konnte in der zweiten Halbzeit auf 3:0 erhöhen, musste dann aber noch drei Gegentore hinnehmen, wodurch die Schottinnen ausschieden.
Am 30. August 2019 gelangen ihr im ersten Spiel der Qualifikation für die EM 2021 beim 8:0-Sieg gegen Zypern erstmals in einem Länderspiel fünf Tore.
Little wurde auch für das Team GB nominiert, das an den wegen der COVID-19-Pandemie um ein Jahr verschobenen Olympischen Spielen 2020 im Juli 2021 teilnahm. Little wurde in den drei Gruppenspielen und im mit 3:4 nach Verlängerung gegen Australien verlorenen Viertelfinale eingesetzt. Am 1. September 2021 erklärte sie das Ende ihrer Nationalmannschaftskarriere.

## Erfolge
- Englischer Meister: 2009, 2010, 2011, 2012, 2018/19
- Englischer Pokal: 2008/09, 2010/11, 2012/13
- Englischer Ligapokal: 2011, 2012, 2013, 2018, 2023, 2024
- Torschützenkönigin der FA WSL 2012
- Torschützenkönigin beim Zypern-Cup 2015
- Australischer Meister: 2015/16 (Melbourne City FC)
- Erfolgreichste Torschützin der National Women’s Soccer League 2014 (16 Tore)
- UEFA Women’s Champions League: 2025
- Schottische Meisterin: 2007
- Schottischer Pokal: 2007
- Schottischer Ligapokal: 2007

## Auszeichnungen
- Players’ Player of the Year bei den FA Women’s Football Awards 2010[11]
- Wertvollste Spielerin der NWSL-Saison 2014
- Aufnahme in die NWSL Best XI 2015
- BBC Women’s Footballer of the Year award for 2016